# Misión jesuítica de La Santísima Trinidad de Paraná
La misión Jesuítica de Santísima Trinidad del Paraná es la reducción guaraní mejor conservada del Paraguay y la más extensa. Se encuentra ubicada en una colina a 28 kilómetros al noroeste de Encarnación, en el distrito de Trinidad en Itapúa; se accede a ella desde la ruta VI.
Fue fundada en junio de 1706, y en 1728 contaba con una población de 3000 indígenas guaraníes. Fue redescubierta cerca de dos siglos después de su abandono, declarándose Patrimonio de la Humanidad por la Unesco en 1993.
Cuenta con una Plaza Mayor, lugar de reunión del pueblo y un Museo Jesuítico localizado en la antigua sacristía dónde se pueden apreciar esculturas y una maqueta de la misión. Esta reducción cuenta con el mayor templo construido entre todos los que conforman las reducciones jesuitas, en donde sobresale el friso de los ángeles músicos que hasta el hallazgo de las partituras musicales en Moxos (Bolivia) constituían el único antecedente de la música en las misiones jesuitas. Este pueblo es el que conserva en mayor grado la estructura de conformación del pueblo.
Trinidad se encuentra bajo constantes trabajos de restauración y mantenimiento.

## Características arquitectónicas
El arquitecto de la iglesia principal fue Juan Bautista Prímoli, que también se encargó del diseño de toda la reducción.
Cuenta con una Plaza Mayor, alrededor de la cual se encuentra el resto de la misión. En el lado principal se encontraba la Iglesia Mayor, el cementerio, la huerta, un patio y otros edificios; y en los lados que restan se asentaban los indígenas y el mirador.
Quizás lo más llamativo a primera vista, constituya el conjunto de arquería que se observa hacia el oriente de la iglesia. Son grupos de casas de indios, formadas por habitaciones seguidas. Cada grupo de casa tiene arcos hacia el frente que mira a la plaza. Estas galerías de piedras nos hacen pensar en puentes o acueductos romanos.
Otro detalle característico, lo constituyen los rosetones de piedra labrada que aparecen sobre los dinteles. Cada cuerpo de vivienda mide 20 metros y está separado del siguiente por una calle. Estas viviendas debieron ser particularmente envidiadas por los españoles que visitaban la reducción.
También la torre, situada a cierta distancia de la iglesia es excepcional. Pudo haber sido el campanario de una iglesia provisoria o una torre tipo atalaya. Tiene una base cuadrada, de sólida construcción; junto a ella se observan restos de una capilla. En la sacristía se ha instalado un museo lítico así como en una de las galerías.
En ambos pueden observarse partes de piezas esculpidas en arenisca, resto de ángeles y santos, partes de algún friso con diseños de flores y frutas de la vegetación característica de la región: incluso en muchas de estas piezas se observan restos de colores de origen vegetal obtenidos y logrados por los indígenas. También se puede visitar el museo de la misión.

### Iglesia Mayor

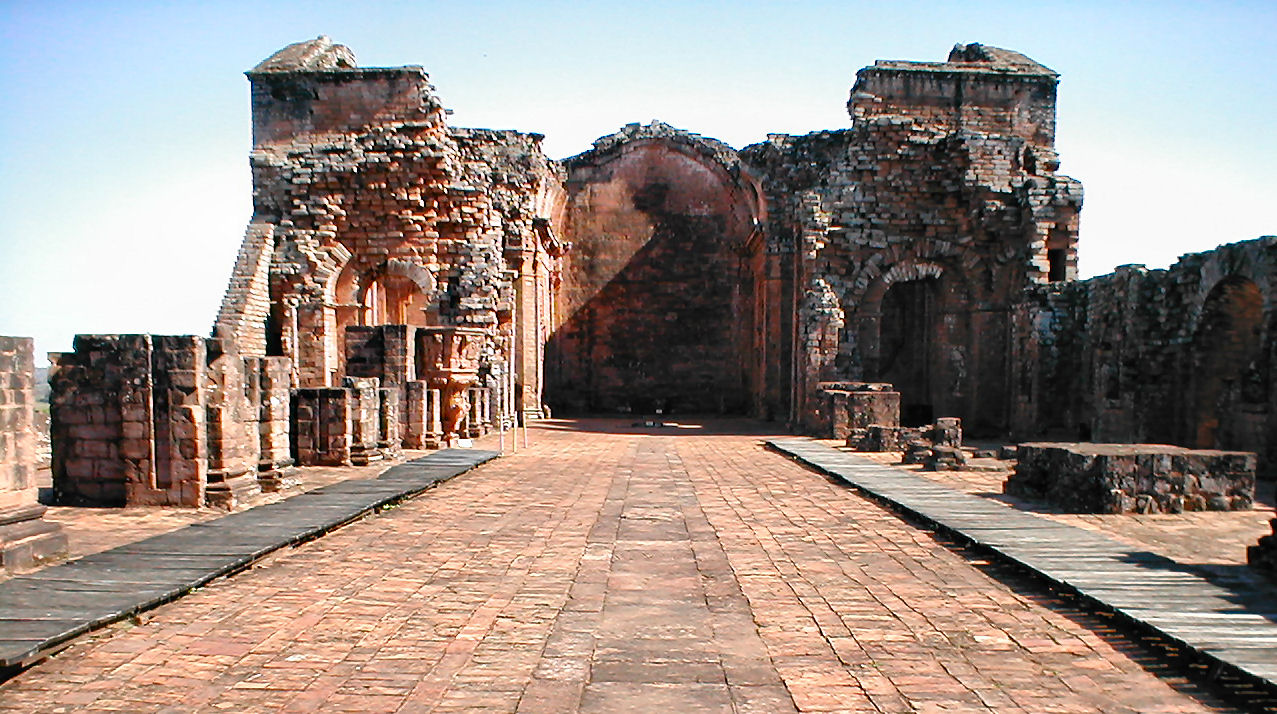
Vista de las ruinas de la iglesia hacia el ábside.

La Iglesia Mayor cuenta con valiosos elementos como la pila bautismal, un trabajado púlpito, el pórtico de la sacristía, grabados, estatuas (en la que sólo uno permanece sin decapitar por el pensamiento de que había oro dentro de las cabezas), y otros elementos arquitectónicos. Este templo era el centro de la vida en la reducción. 
Entre los elementos que merecen especial atención, figura el púlpito en piedra, cuyas piezas suman más de mil; se encuentra ornamentado con las figuras de los Evangelios y aún pueden observarse restos de colores.
El friso de los ángeles músicos constituye otra enorme e impresionante pieza. En el mismo pueden observarse una fila de ángeles en actitudes musicales; ejecutando instrumentos tales como el clavicordio, órgano de tubos, trompetas, clarines, flauta y el arpa paraguaya; una prueba visual del grado de sofisticación de la música en las reducciones.
Especial atención merece las dos portadas que dan acceso a la sacristía, que por su proporción y recargo en el decorado, son de influencia portuguesa e hispánica.
. Las paredes aún esconden retazos de figuras y otros elementos arquitectónicos, como las estatuas, todas descabezadas.
En los pisos también pueden apreciarse restos de la pintura original del edificio, obtenida generalmente de plantas nativas.
Casi en el centro se encuentra una cripta de piedra -reconstruida en parte por especialistas contemporáneos- donde fueron enterrados algunos de los principales líderes religiosos españoles.
Los jesuitas igualmente construyeron en la reducción instituciones de enseñanza para los indígenas, además de cementerios, talleres y zonas de cría de ganado y agricultura.
Contiguo a la Iglesia Mayor se encuentra un calabozo, donde -según historiadores y guías- eran recluidos temporalmente los nativos que quebrantaran las normas de la misión.
MUSEO DE LA MISIÓN
Dentro del complejo jesuítico se puede admirar un museo en el cual se exponen piezas ornamentales hechas por los guaraníes, además de partes de algunos detalles arquitectónicos del conjunto de edificaciones.
En el recinto se exhibe además un esqueleto de un nativo de la época, encontrado durante los trabajos de recuperación de las ruinas, ya en el siglo XX.